# Paweł Szymczak
Paweł Szymczak, född 8 augusti 1978, är en polsk bågskytt. Han deltog vid olympiska sommarspelen 1996.